# Long Island Cougars
Long Island Cougars byl profesionální americký klub ledního hokeje, který sídlil v Commacku ve státě New York. V letech 1973–1975 působil v profesionální soutěži North American Hockey League. Cougars ve své poslední sezóně v NAHL skončily v semifinále play-off. Klub byl během své existence farmou Chicaga Cougars. Své domácí zápasy odehrával v hale Long Island Arena s kapacitou 4 000 diváků. Klubové barvy byly zelená a zlatá.

## Přehled ligové účasti
Zdroj: 
- 1973–1975: North American Hockey League